# Tú (canción de Shakira)
«Tú» es una canción escrita e interpretada por la cantautora colombiana Shakira, incluida originalmente en su segundo álbum de estudio oficial ¿Dónde están los ladrones? (1998). Fue lanzada como segundo sencillo del álbum a fines de 1998 y en otros países a inicios de 1999, y tal como su sencillo predecesor, «Ciega, sordomuda», alcanzó el #1 en la lista de Billboard Hot Latin Tracks.

## Canción
«Tú» habla del amor. En esta canción Shakira expresa que simplemente no puede vivir sin la persona que ama y que hará lo que pueda para estar siempre con él, dándole «cosas» que según para ella no son tan importantes, como sus «huesos», su «locura» y sus «neuronas». Esta canción es para Shakira la más grande declaración de amor que ha escrito.

## Video musical
Este video dirigido por Emilio Estefan Jr., fue grabado en una sola toma en blanco y negro, y en él, se ve a Shakira en una habitación llena de cosas, ella, mientras canta, se dedica a realizar sus actividades cotidianas como depilarse las piernas. Durante todo el video, Shakira se acerca y se aleja de la pantalla, simulando ser una ventana. También se incorporó al video una banda musical que toca detrás de escena. Al final la cámara muestra una calle oscura. Hay una versión en color que puede verse en internet, mas en su totalidad el video en color, es aun inédito.
El 9 de septiembre de 2011, el video fue subido a su cuenta oficial de YouTube y cuenta con más de 90 millones de reproducciones.
La canción cuenta con una versión en italiano "Solo tu" interpretada por Björn Casapietra.

## Performances
Esta canción es de las menos cantadas de ¿donde están los ladrones?
- «Tú» (04/07/08 - Rock in Rio, Madrid, Spain)
- «Tú» (20/07/06 - Gran Concierto Nacional, Leticia, Colombia)
- «Tú» (22/04/03 - Tour of the Mongoose "Live & Off The Record" DVD, Rotterdam, Netherlands)
- «Tú» (17/04/03 – Tour De La Mangosta, Milano, Italia)
- «Tú» (14/04/03 – Tour De La Mangosta, Berlín, Alemania)
- «Tú» (28/03/03 – Tour De La Mangosta, Paris, Francia)
- «Tú» (11/02/03 – Tour De La Mangosta, Monterrey, México)
- «Tú» (11/08/02 – Tour De La Mangosta, San Diego, USA)
- «Tú» (11/09/00 - LARAS Person of the Year award dinner, Los Ángeles, USA)
- «Tú» (??/03/00 - Tour Anfibio, Buenos Aires, Argentina)
- «Tú» (23/08/99 - Live Unplugged Concert, Brazil)
- «Tú» (12/08/99 - MTV Unplugged, Big Ballroom of Manhattan Center Studios, NYC, USA)
- «Tú» (05/05/99 - Whittier Narrows Regional Park, Los Ángeles, USA)
- «Tú» (04/03/99 - 1999 Premios Eres, México City, México)
- «Tú» (??/04/99 - Venga Conmigo, Santiago, Chile)
- «Tú» (??/??/99 - La Movida Del Verano Festival, Argentina)
- «Tú» (??/??/99 - La Movida Del Verano Festival Mini Concert, Argentina)
- «Tú» (??/03/99 - Al Fin De Semana, México)
- «Tú» (05/03/99 - Hoy, México City, México)
- «Tú» (??/02/99 - Super Sábado Sensacional, Venezuela)
- «Tú» (??/02/99 - Maite, Venezuela)
- «Tú» (22/11/98 - Al Fin De Semana, México)
- «Tú» (??/??/98 - Super Sábado Sensacional, Venezuela)
- «Tú» (??/??/98 - La Parola)
- «Tú» (??/??/98 - Unknown)
- «Tú» (??/??/98 - Music Video)

## Posicionamiento en las listas
| Argentina            | Argentina Top 100                | 2 |
| Bolivia              | Charts Bolivia                   | 2 |
| Chile                | Chile Singles Charts             | 3 |
| Colombia             | Colombia Singles Charts          | 1 |
| Costa Rica           | Top 15                           | 1 |
| Ecuador              | Ecuador Top 50                   | 2 |
| España               | Airplay España                   | 1 |
| España               | Los 40 Principales               | 1 |
| Estados Unidos       | U.S. Billboard Hot Latin Tracks  | 1 |
| Estados Unidos       | U.S. Billboard Latin Pop Airplay | 1 |
| Guatemala            | Las Veinte Latinas               | 1 |
| Honduras             | Centro Singles                   | 2 |
| México               | Monitor Latino                   | 1 |
| Nicaragua            | Top Ten Latino                   | 2 |
| Paraguay             | Paraguay Singles Charts          | 3 |
| Perú                 | Perú Top Singles                 | 1 |
| Panamá               | Panamá Top 50                    | 1 |
| Puerto Rico          | Top Latin                        | 2 |
| República Dominicana | Caribe Charts                    | 1 |
| Uruguay              | Uruguay Singles Charts           | 3 |
| Venezuela            | Venezuela Top 100                | 1 |

## Cronología
| Predecesor: Ése de Jerry Rivera | U.S. Billboard Hot Latin Tracks — Sencillo N.º. 1 20 de febrero de 1999 - 26 de febrero de 1999 | Sucesor: Ése de Jerry Rivera |

| Predecesor: Dejaría todo de Chayanne              | U.S. Billboard Latin Pop Airplay — Sencillo N.º. 1 (Primera vuelta) 30 de enero de 1999 - 5 de febrero de 1999  | Sucesor: Nunca te olvidaré de Enrique Iglesias |
| Predecesor: Nunca te olvidaré de Enrique Iglesias | U.S. Billboard Latin Pop Airplay — Sencillo N.º. 1 (Segunda vuelta) 13 de febrero de 1999 - 12 de marzo de 1999 | Sucesor: No puedo olvidar de MDO               |